# Boulder Hill, Illinois
Boulder Hill är en ort i Kendall County i delstaten Illinois, USA.